# João Jório
João Jório (* 29. November 1886 in Rio de Janeiro; † im 20. Jahrhundert) war ein brasilianischer Ruderer und Wasserballspieler.

## Karriere
Jório nahm an den Olympischen Spielen 1920 in Antwerpen teil. Hier scheiterte er im Ruderwettbewerb Vierer mit Steuermann im brasilianischen Boot als Zweiter des dritten Vorlaufs an der Finalqualifikation. Mit der Wasserballnationalmannschaft erreichte er den sechsten Rang.